# Severo II
Flavio Valerio Severo (en latín, Flavius Valerius Severus), llamado Severo II en la historiografía moderna, fue césar (emperador menor) desde el 1 de mayo de 305 al 306 y luego augusto (emperador mayor), ambos de Occidente, desde 306 hasta su fallecimiento en 307, dentro del período de la tetrarquía del Imperio romano. Desde sus humildes comienzos, ascendió al puesto de césar de Constancio I (r. 293-306) bajo la influencia de su amigo y coemperador Galerio (r. 293-311), quien pretendía ganar más poder con su nombramiento.
Con la muerte de Constancio, en lugar de ser elevado a augusto, según lo establecido por el sistema tetrárquico, su puesto fue entregado por las tropas a Constantino I (r. 306–337), hijo del difunto. Bajo la influencia de Galerio, Constantino fue renombrado a césar y Severo fue elevado a augusto, pero pronto su posición volvió a ser cuestionada, ahora por Majencio y su padre Maximiano. Severo invadió Italia para luchar contra los usurpadores, pero fue derrotado y probablemente asesinado por orden de ellos en 307.

## Biografía

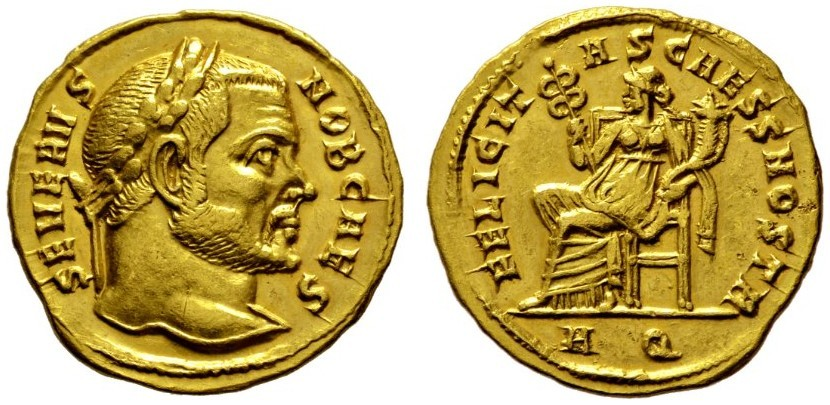
Áureo emitido en Aquileya en 306-307 a nombre de Severo II como Nobilissimus Caesar, con felicitas en el reverso con la leyenda felicitas caess. nostr.

Nació en una fecha incierta del siglo iii en Ilírico en el seno de una familia humilde. Aunque se desconoce la identidad de sus familiares, se tiene constancia de un hijo llamado Flavio Severiano. Según las crónicas del Anónimo Valesiano, Severo sirvió como comandante de tropas en la región de Panonia. El 1 de mayo de 305, cuando los césares Constancio I (r. 293-306) y Galerio (r. 293-311) ascendieron a la posición augustal gracias a la abdicación de los anteriores augustos Diocleciano (r. 284-305) y Maximiano (r. 285-305), Maximino Daya y Severo fueron elevados al cargo de césar. Según la convención del sistema, Galerio y Maximiano fueron estilizados en la acuñación como Iovius (Júpiter) y Constancio y Severo como Herculius (Hércules). Según el Anónimo Valesiano, Severo y Galerio tenían una relación de amistad.
Tanto Severo como Maximino fueron elegidos bajo la influencia de Galerio, con el fin de tratar de aumentar el poder de su mandato, en vez de escoger a los dos candidatos obvios a la sucesión: Constantino, hijo de Constancio, y Majencio, hijo de Maximiano. El 25 de julio de 306, durante una campaña contra los pictos del norte de Britania, Constancio murió en Eboracum (actual York). En lugar de aceptar la promoción de Severo a la posición de augusto, la guarnición de Britania elevó al hijo de Constancio, Constantino, a la púrpura imperial. Al ponerse en contacto con el emperador Galerio, Constantino solicitó el reconocimiento como heredero de su padre y pasó la responsabilidad de su ascenso ilegal a las tropas al alegar que lo habían obligado. Galerio se enfureció y casi se negó a hacer realidad la solicitud, pero sus asesores le advirtieron que esto llevaría inevitablemente a la guerra, por lo que en agosto le otorgó a Constantino el título de césar en lugar del de augusto, que sí le fue otorgado a Severo. En ese tiempo, Severo nombró a Cayo Annio Anulino como prefecto de la Ciudad.
Este acto motivó a Majencio, hijo de Maximiano, a declararse también emperador en Roma en 306, pero con el título de princeps. Galerio, temeroso de que otros personajes también intentaran convertirse en emperadores, ordenó a Severo que entrara en Italia y lidiara con él. Este se desplazó desde su capital en Mediolanum (actual Milán) a Roma como líder de un ejército anteriormente dirigido por Maximiano. A causa del temor de la llegada de Severo, Majencio le ofreció a su padre, Maximiano, el cogobierno y este aceptó, por lo que, cuando Severo llegó ante las murallas de Roma y la sitió, sus hombres le abandonaron y pasaron a Maximiano, su antiguo comandante. Severo huyó a Rávena, una posición inespugnable, y Maximiano ofreció perdonarle la vida y tratarlo con humanidad si se rendía pacíficamente. De todas formas, a pesar de las promesas, Severo fue capturado y encarcelado en Tres Tabernas. Detenido, fue nombrado cónsul junto a Maximiano, Maximino Daya, Galerio y Constantino. En septiembre, cuando Galerio invadió Italia, fue asesinado por orden de Majencio, aunque también es posible que se suicidase.